# Lista de prefeitos de Exu
Esta é a lista de prefeitos do município de Exu, estado brasileiro do Pernambuco.
| Nº | Nome | Imagem                                           | Partido                                          | Vice-prefeito e partido                          | Início do mandato      | Fim do mandato                                                     | Observações |
| 1  | Manoel da Silva Dias Parente                                                                                       |                                                  | ignorado                                         | Henrique Dias Parente (como sub-prefeito)        | 9 de julho de 1893     | 10 de dezembro de 1896                                             | Primeiro prefeito municipal nomeado pelo governador estadual                                                                                    |
| 2  | João Batista Furtado                                                                                               |                                                  | ignorado                                         | Luiz Nogueira Marques                            | 11 de dezembro de 1896 | 1º de janeiro de 1899                                              | Intendente nomeado pelo Governo de Pernambuco                                                                                                   |
| 3  | José Bastos Mitoso                                                                                                 |                                                  |                                                  | Luís França                                      | 1º de janeiro de 1899  | 1º de janeiro de 1903                                              | Intendente nomeado pelo Governo de Pernambuco                                                                                                   |
| 4  | Tarcísio Soriano Aderaldo                                                                                          |                                                  |                                                  | Fernando Façanha                                 | 1º de janeiro de 1903  | 22 de dezembro de 1903                                             | Intendente nomeado pelo Governo de Pernambuco                                                                                                   |
| 5  | Humberto Ellery |                                                  |                                                  | Euler Pontes                                     | 22 de dezembro de 1903 | 5 de agosto de 1906                                                | Intendente nomeado pelo Governo de Pernambuco                                                                                                   |
| 6  | Antônio Viana Rodrigues                                                                                            |                                                  |                                                  | Eulino Oliveira                                  | 6 de agosto de 1906    | 22 de outubro de 1911                                              | Intendente nomeado pelo Governo de Pernambuco                                                                                                   |
| 7  | Manoel Ayres de Alencar "Sinhô Aires"                                                                              |                                                  | Partido Republicano Conservador PRC              | Franzé Moraes                                    | 23 de outubro de 1911  | 2 de fevereiro de 1916                                             | Prefeito eleito no contexto da República Velha                                                                                                  |
| 8  | Raymundo Peixoto Coelho de Alencar                                                                                 |                                                  | Partido Republicano Conservador PRC              | João Hildo Furtado                               | 3 de fevereiro de 1916 | 8 de outubro de 1918                                               | Prefeito eleito no contexto da República Velha, sucedeu o pai Manoel Ayres                                                                      |
| 9  | José Maria Catunda                                                                                                 |                                                  | ignorado                                         | Raimundo Chaves                                  | 9 de outubro de 1918   | 5 de fevereiro de 1921                                             | Prefeito nomeado pelo Governo de Pernambuco |
| 10 | Lourenço Geraldo de Carvalho                                                                                       |                                                  | Partido Republicano Conservador PRC              | Antonio Geraldo de Carvalho                      | 6 de fevereiro de 1921 | 4 de janeiro de 1924                                               | Prefeito eleito no contexto da República Velha                                                                                                  |
| 11 | Edgardo Ellery |                                                  | ignorado                                         | Danilo Marques                                   | 5 de janeiro de 1924   | 14 de maio de 1929                                                 | Prefeito nomeado pelo Governo de Pernambuco |
| 12 | Casimiro Ulisses de Oliveira e Silva                                                                               |                                                  | Partido Republicano Conservador PRC              | Franzé Moraes                                    | 15 de maio de 1929     | 24 de outubro de 1930                                              | Prefeito eleito no contexto da República Velha com previsão de término do mandato em 1932, mas que foi abreviado por causa da Revolução de 1930 |
| 13 | Junta Governativa Revolucionária (Manuel Ayres, Gualter Araripe, Cincinato Sete de Alencar, João Ribeiro da Silva) |                                                  | não aplicável                                    | não aplicável                                    | 25 de outubro de 1930  | 3 de novembro de 1930                                              | Junta Governativa com 4 membros nomeada pelo interventor estadual durante a Era Vargas                                                          |
| 14 | Manoel Ayres de Alencar "Sinhô Aires"                                                                              |                                                  | ignorado                                         | não aplicável                                    | 4 de novembro de 1930  | 12 de abril de 1935                                                | Intendente nomeado pelo interventor estadual durante a Era Vargas                                                                               |
| 15 | Romão Sampaio Filho "Coronel Romãozinho"                                                                           |                                                  | ignorado                                         | Marcone Borges                                   | 13 de abril de 1935    | 10 de novembro de 1937                                             | Prefeito eleito durante a Era Vargas |
| 16 | José Elias Bachá                                                                                                   |                                                  | ignorado                                         | Antônio Góis                                     | 11 de novembro de 1937 | 4 de janeiro de 1948                                               | Prefeito nomeado pelo Governo de Pernambuco |
| 17 | Otacílio Pereira de Carvalho                                                                                       |                                                  | Partido Social Democrático PSD                   | Emanoel Gurgel Fernandes                         | 5 de janeiro de 1948   | 30 de janeiro de 1951                                              | Prefeito eleito por sufrágio direto durante a Quarta República                                                                                  |
| 18 | Afonso Ésulo de Oliveira                                                                                           |                                                  | ignorado                                         | José Jaime Guimarães                             | 31 de janeiro de 1951  | 30 de janeiro de 1956                                              | Prefeito eleito em sufrágio universal |
| 19 | José Jaime Guimarães                                                                                               |                                                  |                                                  | Carlos Osterne                                   | 31 de janeiro de 1956  | 30 de janeiro de 1961                                              | Prefeito eleito em sufrágio universal |
| 20 | Edmar Uchoa |                                                  |                                                  | José Lino Sousa Filho                            | 31 de janeiro de 1961  | 30 de janeiro de 1966                                              | Prefeito eleito em sufrágio universal |
| 21 | Paulo Benevides |                                                  |                                                  | Raimundo Aires de Alencar Ulisses                | 31 de janeiro de 1966  | 30 de janeiro de 1970                                              | Prefeito eleito em sufrágio universal |
| 22 | Raimundo Aires de Alencar Ulisses                                                                                  |                                                  | Aliança Renovadora Nacional ARENA                | José Lino Filho                                  | 31 de janeiro de 1970  | 17 de janeiro de 1973                                              | Prefeito eleito no contexto da Ditadura Militar de 1964 que foi assassinado no curso de seu mandato                                             |
| 23 | José Lino Filho |                                                  | ignorado                                         | Cargo vago                                       | 18 de janeiro de 1973  | 31 de janeiro de 1973                                              | Vice-prefeito no cargo de titular |
| 24 | Antônio Bento do Nascimento                                                                                        |                                                  | Aliança Renovadora Nacional ARENA                | Átila Bezerra                                    | 31 de janeiro de 1973  | 31 de janeiro de 1977                                              | Prefeito eleito no contexto da Ditadura Militar de 1964                                                                                         |
| 25 | José Ayres de Alencar "Zito Alencar" (Exu, 1931–12.5.1978)                                                         |                                                  | Aliança Renovadora Nacional ARENA                | Wilson Cruz Luna (ARENA)                         | 1 de fevereiro de 1977 | 12 de maio de 1978                                                 | Prefeito eleito por sufrágio popular que foi assassinado no curso de seu mandato                                                                |
| 26 | Wilson Cruz Luna (Barbalha, ?–8.11.1981)                                                                           |                                                  | Aliança Renovadora Nacional ARENA                | Cargo vago                                       | 13 de maio de 1978     | 31 de dezembro de 1980 (licença) e 8 de novembro de 1981 (de jure) | Vice-prefeito que assumiu em razão do assassinato do prefeito eleito, pediu afastamento do cargo em 1980, mas veio a ser assassinado em 1981    |
| 27 | José Peixoto de Alencar                                                                                            |                                                  | Aliança Renovadora Nacional ARENA                | Cargo vago                                       | 1 de janeiro de 1981   | 9 de novembro de 1981                                              | Vereador que assumiu interinamente o cargo em razão da licença do prefeito                                                                      |
| 28 | Major PM Jorge Luiz Moura                                                                                          |                                                  | não aplicável                                    | Cargo vago                                       | 10 de novembro de 1981 | 31 de janeiro de 1983                                              | Interventor nomeado pelo Governador estadual após o assassinato do vice-prefeito que havia assumido a prefeitura                                |
| 29 | José Peixoto de Alencar                                                                                            |                                                  | ignorado                                         | Edmílson Moreira                                 | 1 de fevereiro de 1983 | 31 de dezembro de 1988                                             | Primeiro prefeito eleito em sufrágio direto desde a década de setenta que conseguiu terminar o mandato sem ser assassinado                      |
| 30 | Antônio Zilclecio Pinto Saraiva (Exu, 05.02.1950–)                                                                 |                                                  | Partido Municipalista Brasileiro PMB             | Évio Ribeiro Callou (PMB)                        | 1 de janeiro de 1989   | 31 de dezembro de 1992                                             | Prefeito eleito em sufrágio universal |
| 31 | Severino Saraiva Bezerra                                                                                           |                                                  | Partido da Frente Liberal PFL                    | Evandro Leitão                                   | 1 de janeiro de 1993   | 31 de dezembro de 1996                                             | Prefeito eleito em sufrágio universal |
| 32 | Antônio Zilclecio Pinto Saraiva (Exu, 05.02.1950–)                                                                 |                                                  | Partido da Frente Liberal PFL                    | Robinson de Castro Fernandes                     | 1° de janeiro de 1997  | 31 de dezembro de 2000                                             | Prefeito eleito em sufrágio universal |
| 32 | Antônio Zilclecio Pinto Saraiva (Exu, 05.02.1950–)                                                                 | Welison Jean Moreira Saraiva "Léo Saraiva" (PFL) | Partido da Frente Liberal PFL                    | 1° de janeiro de 2001                            | 31 de dezembro de 2004 | Prefeito reeleito em sufrágio universal                            | |
| 33 | José Jailson Bento Saraiva (Exu, 24.01.1957–)                                                                      |                                                  | Partido do Movimento Democrático Brasileiro PMDB | Rigoberto Amaro de Alencar (PMDB)                | 1° de janeiro de 2005  | 31 de dezembro de 2008                                             | Prefeito eleito em sufrágio universal |
| 34 | Welison Jean Moreira Saraiva "Léo Saraiva" (Exu, 30.09.1972–)                                                      |                                                  | Partido da República PR                          | Francisco Pinto Saraiva "Chico Pinto" (PR)       | 1° de janeiro de 2009  | 31 de dezembro de 2012                                             | Prefeito eleito em sufrágio universal |
| 34 | Welison Jean Moreira Saraiva "Léo Saraiva" (Exu, 30.09.1972–)                                                      | Partido Trabalhista Brasileiro PTB               | Francisco Pinto Saraiva "Chico Pinto" (PTB)      | 1° de janeiro de 2013                            | 31 de dezembro de 2016 | Prefeito reeleito em sufrágio universal                            | |
| 35 | Raimundo Pinto Saraiva Sobrinho "Raimundinho Saraiva" (Exu, 06.08.1984–)                                           |                                                  | Partido da República PR                          | Sandruilton Tavares Apolinário ( DEM)            | 1° de janeiro de 2017  | 31 de dezembro de 2020                                             | Prefeito eleito em sufrágio universal |
| 35 | Raimundo Pinto Saraiva Sobrinho "Raimundinho Saraiva" (Exu, 06.08.1984–)                                           | Partido Socialista Brasileiro PSB                | Francisco Brígido de Souza "Tiquinho do PT" (PT) | 1° de janeiro de 2021                            | 31 de dezembro de 2024 | Prefeito reeleito em sufrágio universal                            | |
| 36 | José Pinto Saraiva Júnior "Júnior Pinto" (Crato, 13.05.1976–)                                                      |                                                  | Partido da Social Democracia Brasileira PSDB     | Francisco Afonso de Oliveira "Chico Afonso" (PP) | 1° de janeiro de 2025  | Atualidade                                                         | Prefeito eleito em sufrágio universal |